# 鹿児島国際航空
鹿児島国際航空株式会社（かごしまこくさいこうくう）は、ヘリコプターによる資材運送、チャーター、報道取材協力、遊覧飛行、ドクターヘリ、防災ヘリの運航受託等を行う会社である。

## 概要
鹿児島空港を拠点に営業している航空事業者。いわさきコーポレーションの子会社である。宮崎県や鹿児島県、石川県の防災ヘリの運航受託を行っている。

## 事業内容
航空運送事業
- 人員輸送･物資輸送･ＥＭＳ
- 資材運送
- チャーター・視察飛行

航空機使用事業
- 宣伝飛行
- 空中撮影
- 報道取材
  - 鹿児島テレビ放送（フジテレビ系列）

その他
- 操縦士・整備士訓練
- 運航受託
  - 宮崎県防災救急航空隊 消防防災ヘリコプター　ベル412EP
  - 鹿児島県防災航空隊 消防防災ヘリコプター　AW139
  - 石川県消防防災航空隊　消防防災ヘリコプター　ベル412EP
  - 鹿児島県ドクターヘリ　AW109SP
  - 米盛病院ドクターヘリ　AW109SP
  - 道南ドクターヘリ（市立函館病院拠点）AW109SP
  - 奄美ドクターヘリ（県立大島病院拠点）AW109SP

### 使用機材
ヘリコプター
- ベル 206B
- アグスタ AW109SP

## 沿革
- 1966年4月27日 - 鹿児島交通株式会社交通部として発足
- 1972年11月20日 - 鹿児島国際航空として独立
- 1973年8月7日 - 鹿児島交通航空部からの事業免許の譲渡及び譲受の認可を受ける